# Kościół św. Jana Chrzciciela w Czerniejewie
Kościół św. Jana Chrzciciela – kościół w Czerniejewie wybudowany w 1498 roku w stylu gotyckim. Podczas odbudowy w XVIII wieku została dobudowana wieża. Kościół zatracił wtedy niemal całkowicie gotycki charakter. W 1904 roku zostały dobudowane dwie boczne kaplice i zakrystia, a w 1920 – boczna nawa. Obecnie kościół jest bezstylowy.
Do zabytkowego wyposażenia świątyni należą: drzwi do zakrystii z 1594 obite blachą żelazną, ołtarz główny z XVIII wieku, dwa krucyfiksy z przełomu XVII i XVIII wieku, kadzielnica z XVII wieku oraz monstrancja z XVIII wieku i figura Najświętszego Serca Pana Jezusa z XIX wieku.

## Bibliografia

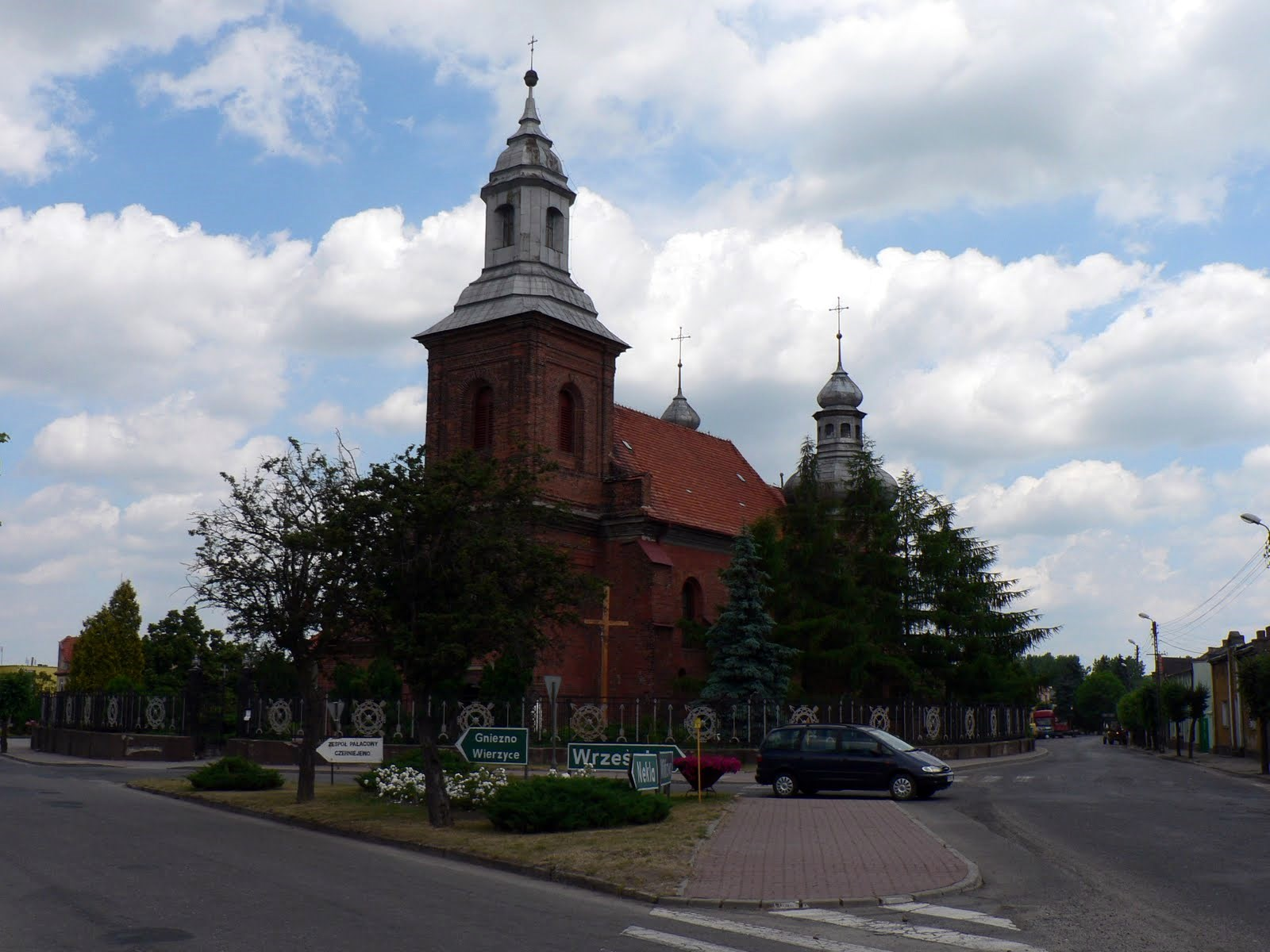
Kościół św. Jana Chrzciciela

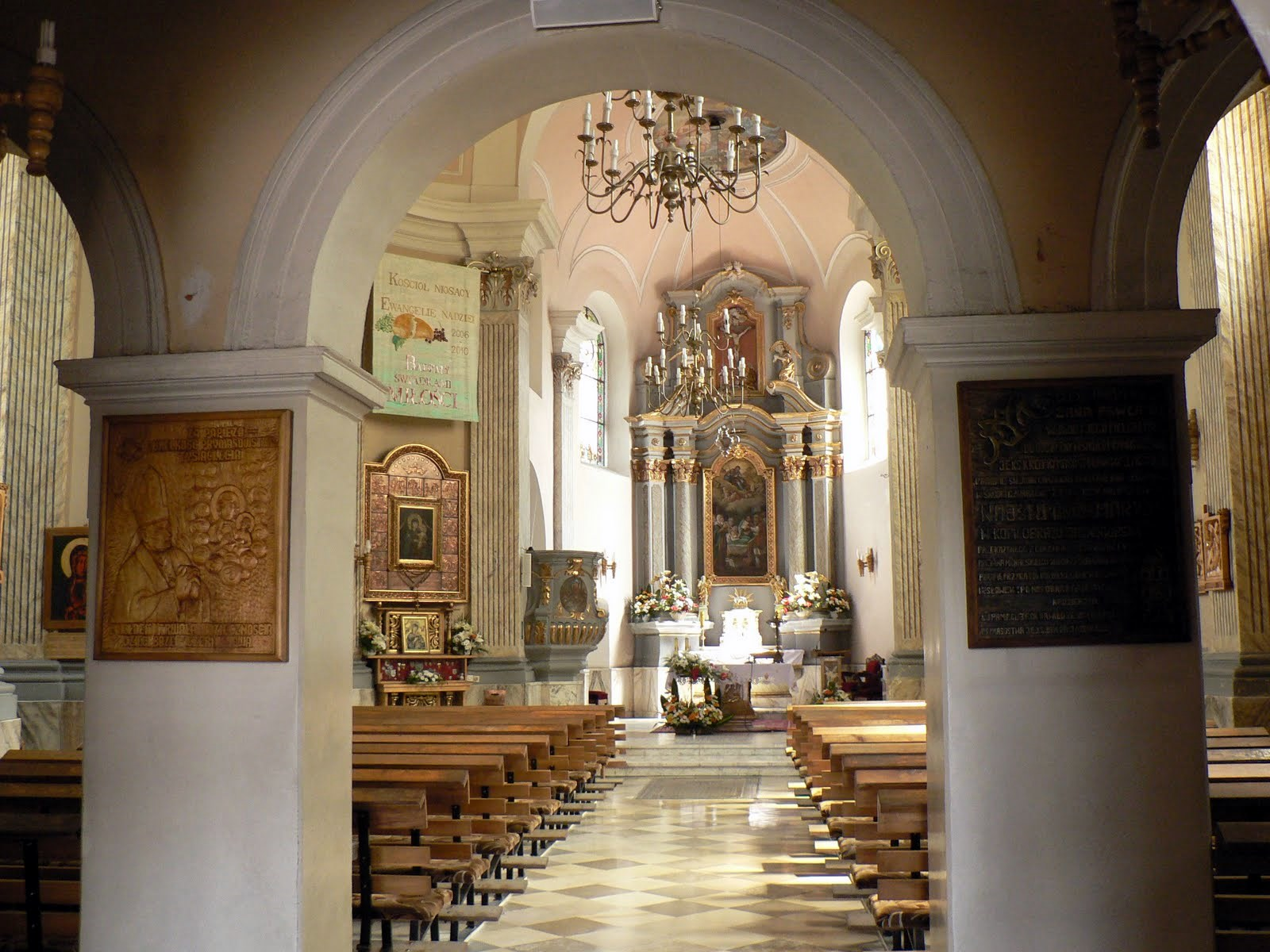
Wnętrze kościoła